# 노래 혁명

노래 혁명이 이루어진 발트 3국

노래 혁명(Singing Revolution, 에스토니아어: laulev revolutsioon, 리투아니아어: dainuojanti revoliucija, 라트비아어: dziesmotā revolūcija)이란 1990년 에스토니아, 라트비아, 리투아니아에서 벌어진 평화적인 반소비에트 혁명이다. 에스토니아, 라트비아, 리투아니아에게는 이 사건이 소비에트 연방으로부터 빠르게 독립할 수 있었던 계기를 마련해 주었다.

## 역사
에스토니아, 라트비아, 리투아니아에서 몰려든 2백여만 명이 넘는 군중이 빌뉴스-탈린 사이의 가도를 점거한 채 손을 맞잡고 노래했는데, 그 행렬은 600km 이상 이어졌다.

## 독립 국가들
리투아니아는 1991년 3월 11일에 독립했으며 소비에트 연방으로부터 독립한 첫 국가가 되었다.
8월 쿠데타 이후, 에스토니아는 1991년 8월 20일에, 이어서 라트비아는 1991년 8월 21일에 재독립했다.

## 같이 보기
- 발트의 길